# Klaus Coenen
Klaus Coenen (* 18. Juli 1941 in Heidelberg) ist ein deutscher Brigadegeneral außer Dienst des Heeres der Bundeswehr und ehemaliger Unterabteilungsleiter des Bundesnachrichtendienstes (BND).

## Leben
Beförderungen
- 20. März 1965 Leutnant
- 24. Mai 1965 Oberleutnant
- 6. August 1968 Hauptmann
- 30. Mai 1972 Major
- 30. Mai 1975 Oberstleutnant
- 24. März 1983 Oberst
- 1. Oktober 1991 Brigadegeneral

Coenen trat am 4. April 1960 in die Bundeswehr ein und wurde in der Panzerpionierkompanie 280 in München ausgebildet. Vom April bis September 1961 besuchte er die Heeresoffizierschule I in Hannover und war anschließend bis 1965 Zugführer in der schweren Brückenbaulehrkompanie 201, der Pioniermaschinenlehrkompanie 208, der Pionierausbildungskompanie 415 sowie Lehrgangsteilnehmer im höheren technischen Lehrgang für Pionieroffiziere und im 18. Offizierlehrgang II. Von Oktober 1965 bis März 1967 war er S2/S1 (Militärisches Nachrichtenwesen/Personalwesen) des Spezialstabs Pionierlehr- und Versuchsbataillon in München, anschließend bis September 1969 Kompaniechef der 2. Kompanie des schweren Pionierbataillons 210 in München und danach bis September 1972 S1/S1 der Heeresunteroffizierschule II in Aachen.
Von 1972 bis 1974 absolvierte Gauchel den 15. Generalstabslehrgang Heer an der Führungsakademie der Bundeswehr in Hamburg, wo er zum Offizier im Generalstabsdienst ausgebildet wurde. Danach wurde er als Referent im Bundesnachrichtendienst eingesetzt und war von Oktober 1977 bis März 1979 Personal-Stabsoffizier an der Führungsakademie der Bundeswehr in Hamburg. Im April 1979 kehrte er als Referatsleiter in den Bundesnachrichtendienst zurück, wo er im Oktober 1991 Unterabteilungsleiter wurde.
Mit Ablauf des Juli 2001 erfolgte die Versetzung Coenens in den Ruhestand.